# Morbus Ledderhose
Morbus Ledderhose ist eine erstmals 1894 vom deutschen Chirurgen Georg Ledderhose beschriebene, gutartige und teilweise schmerzhafte Bindegewebseinlagerung an der Fußsohle (Plantar-Aponeurose) aus der Gruppe der Fibromatosen (siehe auch Morbus Dupuytren). Ein schubweiser, über mehrere Jahre dauernder Krankheitsverlauf ist typisch.
Bei Morbus Ledderhose bilden sich in der unter der Sohlenhaut liegenden Plantaraponeurose Knoten und gelegentlich auch Stränge. Die Knoten können wesentlich größer werden als bei Morbus Dupuytren und die Gehfähigkeit schließlich beeinträchtigen. Die Erkrankung kann u. a. als Nebenwirkung von Barbiturat-Antiepileptika wie Phenobarbital oder Primidon, aber auch anderen Medikamenten vorkommen.
Die Operation des Morbus Ledderhose ist problematisch, weil die Füße im Alltag stark belastet werden. Kasuistisch wurde eine rasche Besserung nach Entfernung der betroffenen Faszien berichtet. Gute Erfolge – vor allem im frühen Stadium – zeigt die Behandlung mit weichen Röntgenstrahlen. Es gibt auch Versuche mit Stoßwellentherapien und der Injektion von Kollagenase, die die Verhärtungen anlöst. Die Fibrosenperforation, die die Wucherung nicht beseitigt, aber die Kontraktion – zumindest für einige Zeit – löst, spielt bei Morbus Ledderhose eine geringere Rolle als bei Morbus Dupuytren, weil bei Morbus Ledderhose im Allgemeinen die Zehen nicht kontrahieren.

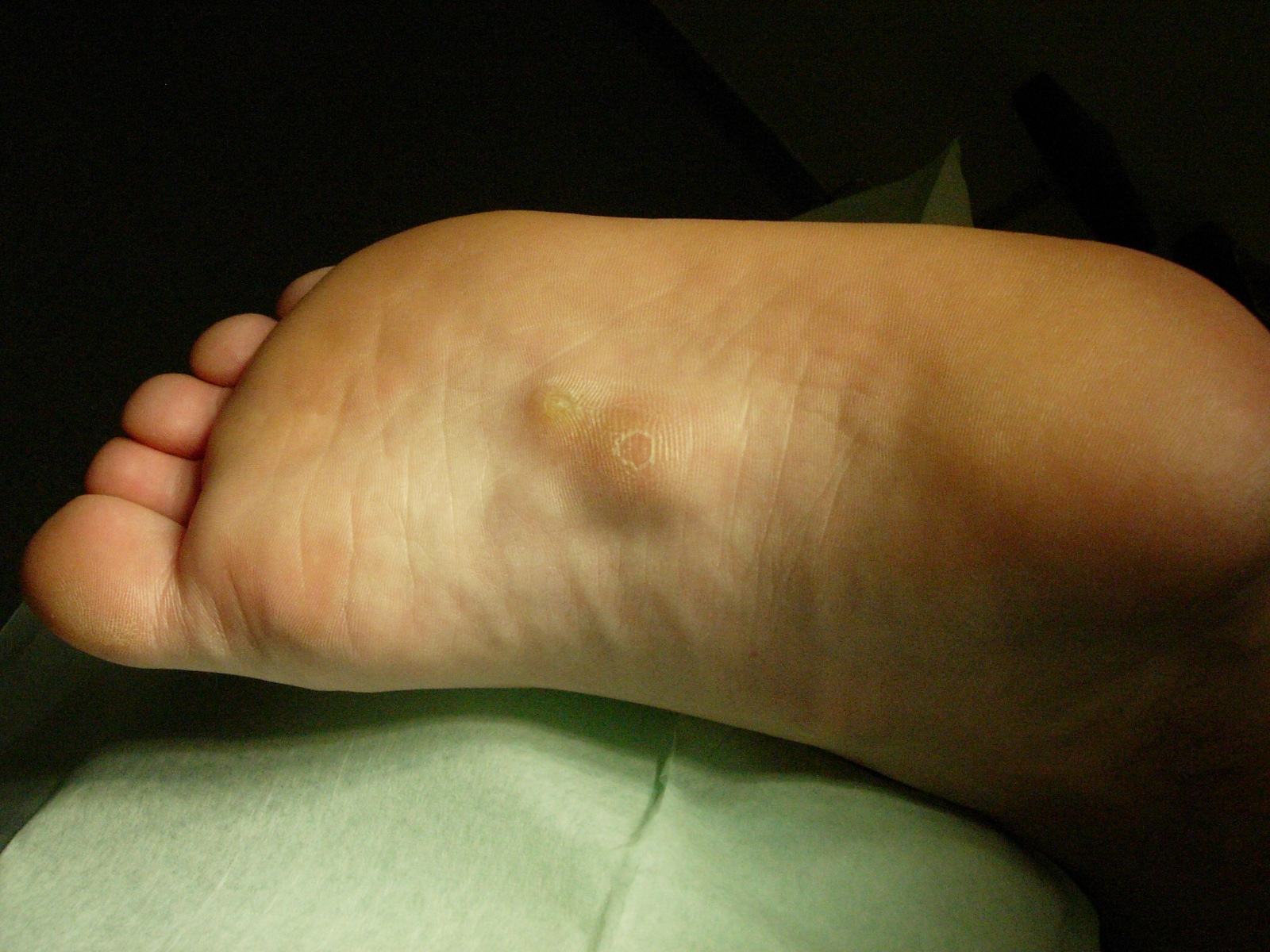
Morbus Ledderhose I

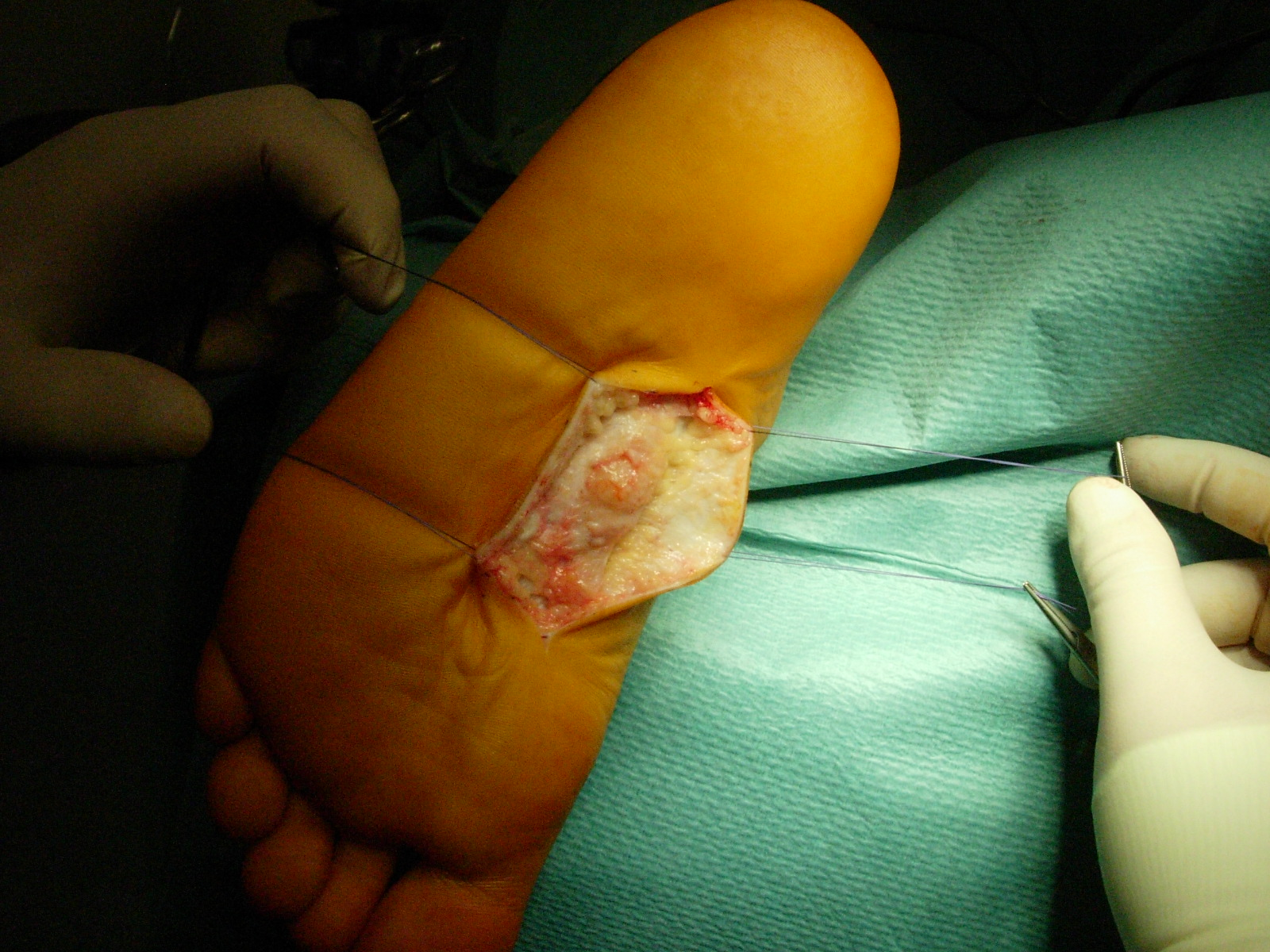
Morbus Ledderhose II